# Sciusa
Lo Sciusa (Susà in ligure) è un torrente della Liguria.

## Toponimo

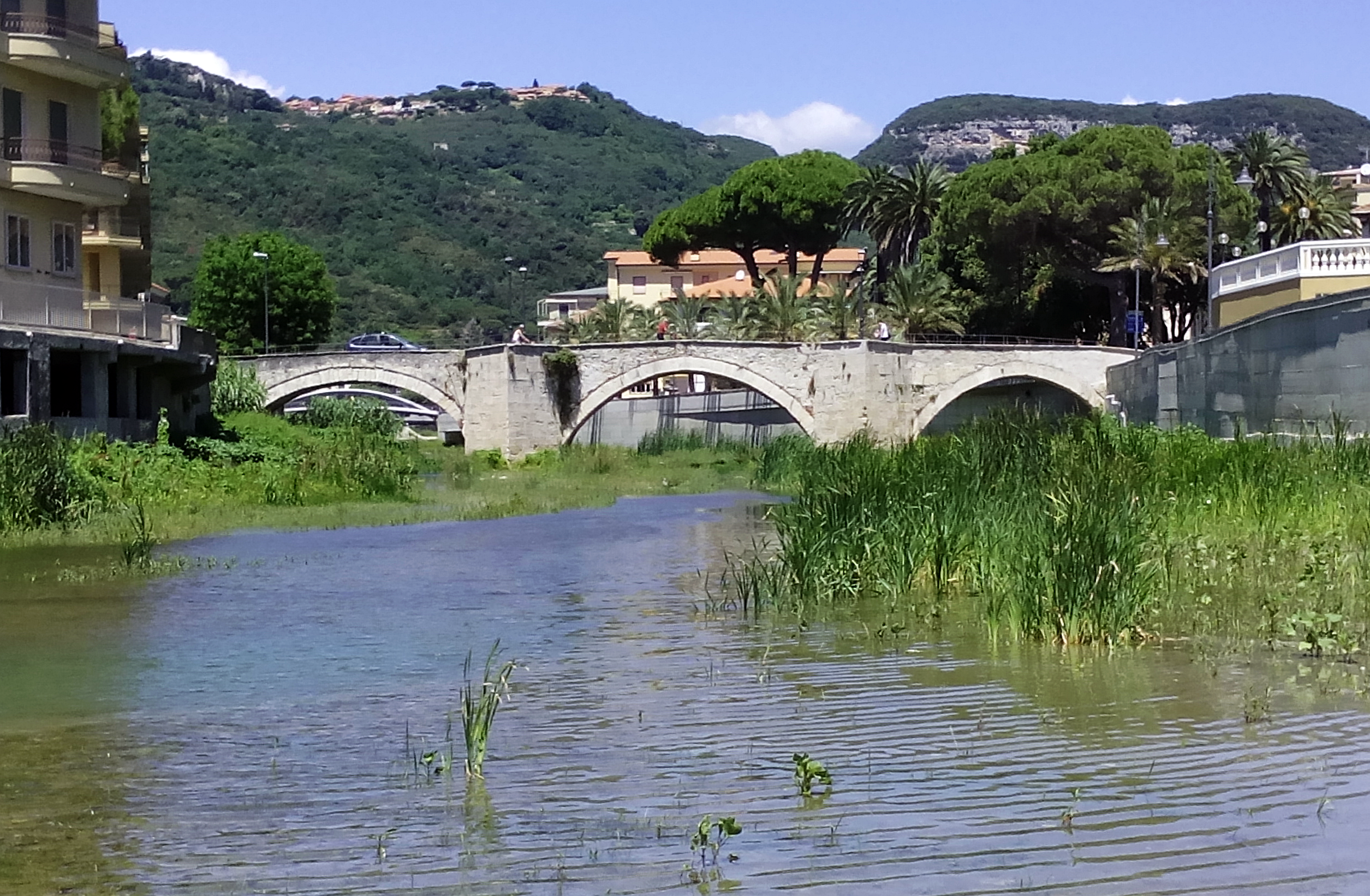
Il ponte medioevale intitolato a San Benedetto a Final Pia

Il termine Sciusa significa fiumara.

## Percorso
Lo Sciusa nasce nei pressi dello spartiacque ligure-padano con il nome di rio Barelli e, attraversati i comuni di Vezzi Portio e di Orco Feglino, lambisce Calvisio e sfocia nel Mar Ligure nei pressi di Finale Ligure, in zona Final Pia.

## Affluenti

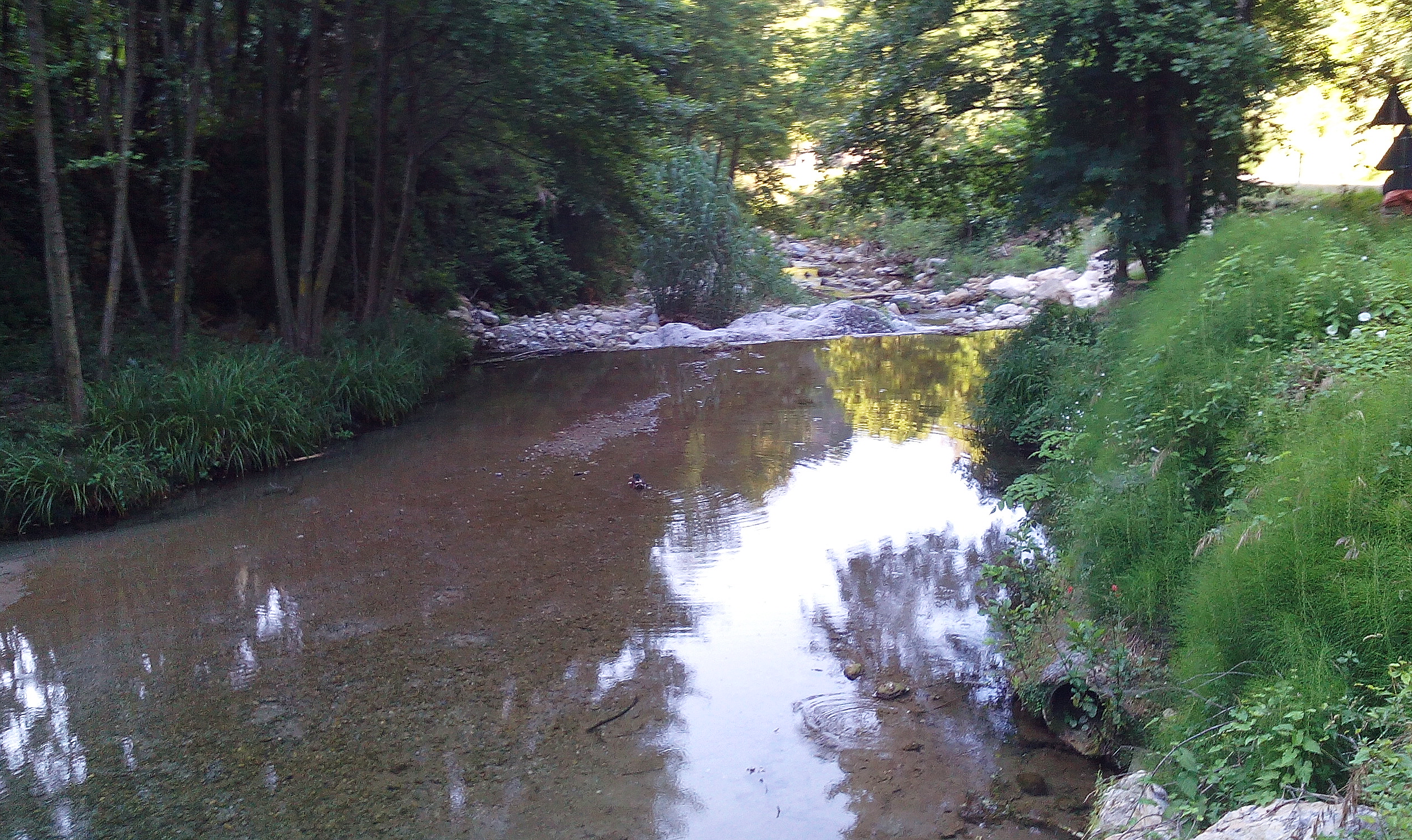
La Sciusa a monte di Calvisio

### Sinistra idrografica
- Rio Ponci: raggiunge lo Sciusa non lontano da Verzi.

### Destra idrografica
- Rio Cornei: nasce presso San Lorenzino (vicino a Orco) e confluisce nello Sciusa in località Ponte Cornei.